# Tây Ninh (ville)
Cet article concerne la ville vietnamienne. Pour la province vietnamienne, voir Province de Tây Ninh.

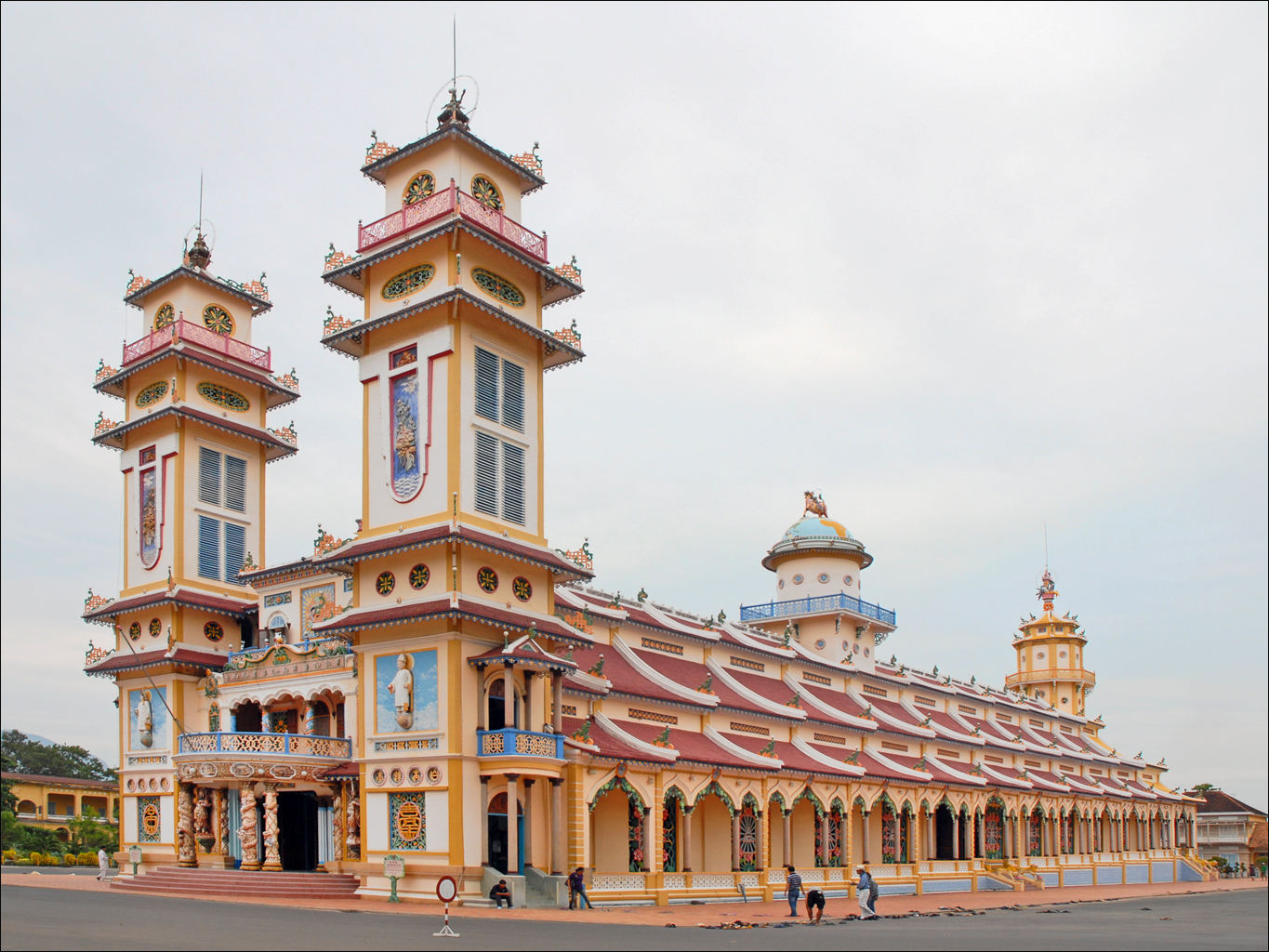
Grand Temple Cao Dai.

Tây Ninh est une ville vietnamienne qui se situe à trois heures de route d'Hô-Chi-Minh-Ville (à un peu moins d'une centaine de kilomètres) et à 1 h 30 des tunnels de Cu Chi. 
Elle est célèbre par son grand temple caodaïste qui attire chaque année de nombreux visiteurs et pèlerins. En 2009, il y avait environ 2,9 millions de pratiquants pour 1 290 lieux de culte. 
Cette religion, le caodaïsme fut instituée en 1925 par Ngô Văn Chiêu qui lors d'une séance de spiritisme fut contacté par un « esprit divin ».

## Monuments et lieux touristiques

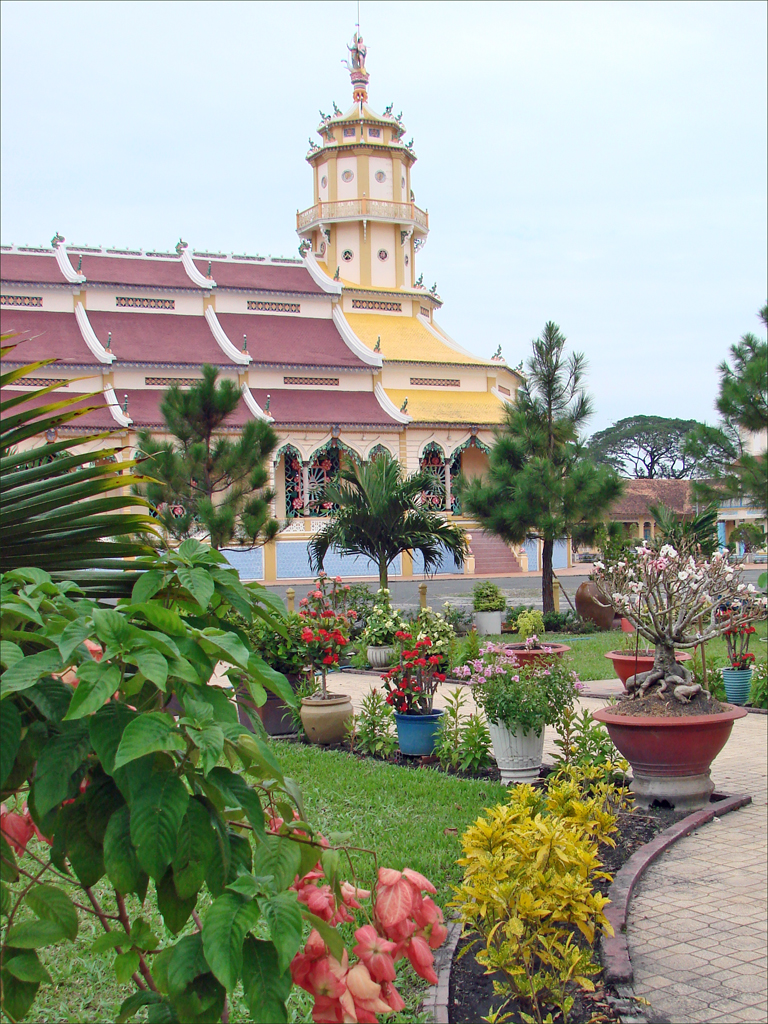
Jardins du Grand Temple

Tây Ninh se démarque aussi par ses lieux touristiques comme :
- Le Grand Temple caodaïste

Il s'agit d'un monument caractérisés par ses couleurs vives. Une combinaison de couleurs, de gravures, de peintures, des colonnes gravées avec des dragons portant un plafond voûté représentant le ciel, l'œil qui voit tout aussi bien en façade extérieure que sur un globe à l'intérieur. Quatre messes par jour à heures fixes (6 h 00, 12 h 00, 18 h 00 et 0 h 00). C'est à la messe de midi que la plupart des touristes viennent prendre des photos et découvrir le monument. Les fidèles portent des vêtements blancs alors que les représentants de la branche bouddhiste sont vêtus de jaune, les taoistes sont habillés en bleu et les confucianistes sont en rouge.
- La montagne de la Vierge Noire (en vietnamien Núi Bà Đen qui signifie « Montagne de la dame noire »)

Ancien volcan éteint, est devenue un petit parc d'attractions attirant les pèlerins mais aussi des touristes pour visiter les différentes pagodes. Deux télécabines permettent de monter jusqu'à la pagode Bà (Chùa Bà en vietnamien) mais aussi pour découvrir le bouddha couché et une vue sur toute la vallée. De nombreux singes en liberté offrent un spectacle amusant, sautant sur les toits des temples ou dans les arbres avoisinants. Une luge pimente aussi la visite pour le plaisir des grands et des petits.
- Le parc d'attraction Long Điền Sơn

Il comprend un parc aquatique, un hôtel de bon augure, un grand parc avec lac pour des balades en amoureux ou en famille, un cinéma 5D, pédalos et manèges. C'est aussi l'endroit parfait pour organiser des concerts ou des mariages dans la verdure et le calme avec vue sur la montagne.
- La pagode Hiệp Long (chùa Hiệp Long en vietnamien) qui a été rénové en 2015 sur l'ensemble de son complexe
- L'église catholique de Tây Ninh (Nhà Thờ Tây Ninh en vietnamien) établit en 1955 a subi plusieurs modifications et remodelages au cours des années, les plus importants furent en 1992 ou l'église a été rénovée puis remodelée en 2003[2].

Depuis mai 2015, le rond-point face au bureau de poste attire bon nombre de curieux à cause de sa sculpture design en son centre, des jets d'eau et un éclairage multicolore à la tombée de la nuit.
La ville de Tây Ninh comporte aussi un très grand nombre de cafés originaux comme le Café Y Bình qui possède une façade moderne en acier et verre et une enseigne lumineuse ou encore le Café Châu Long qui est le seul dans la région à proposer des boissons au collagène.

## Les festivals à Tây Ninh
Deux festivals importants sont célébrés chaque année :
- Le Festival de printemps à la montagne de la vierge noire qui a lieu la 18e nuit et le 19e jour du premier mois de l'année lunaire.
- Hội Yến Diêu Trì Cung est un festival religieux caodaiste célébré le 14 et 15 août (selon le calendrier lunaire) au temple bouddhiste (Điện Thờ Phật Mẫu).

## Agriculture

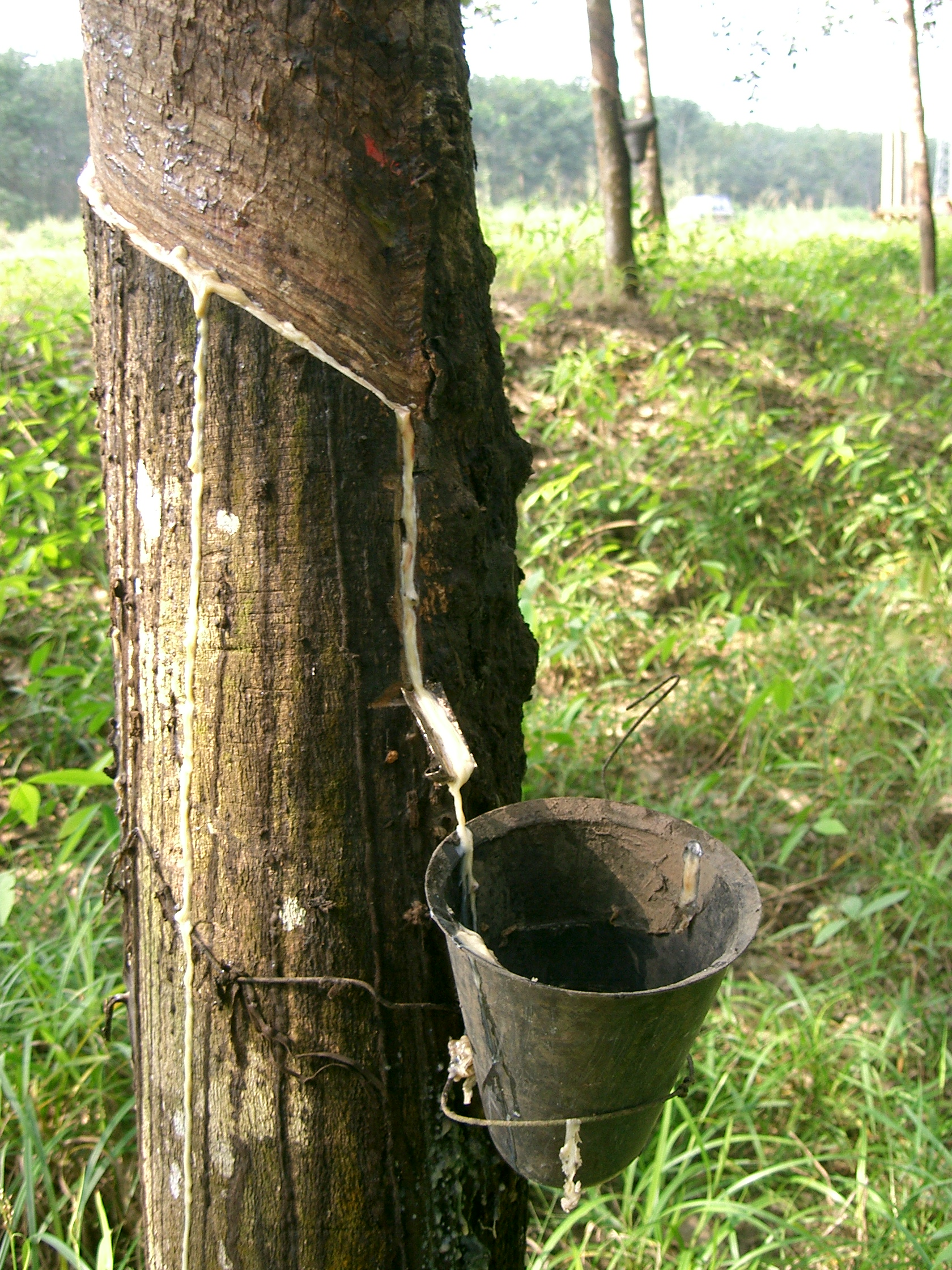
Récolte du latex.

L'agriculture y est très présente. On y trouve notamment : 
- Culture des pommes cannelles ou Annona Squamosa (Mãng cầu en vietnamien)
- Plantations d'hévéas (production de latex)
- Culture de fruits du jacquier ou Artocarpus heterophyllus (Mít en vietnamien)
- Rizières
- Bananeraies
- Fruits du dragon ou pitaya (Thanh long en vietnamien)
- Ramboutans (Chôm chôm en vietnamien)

## Photos

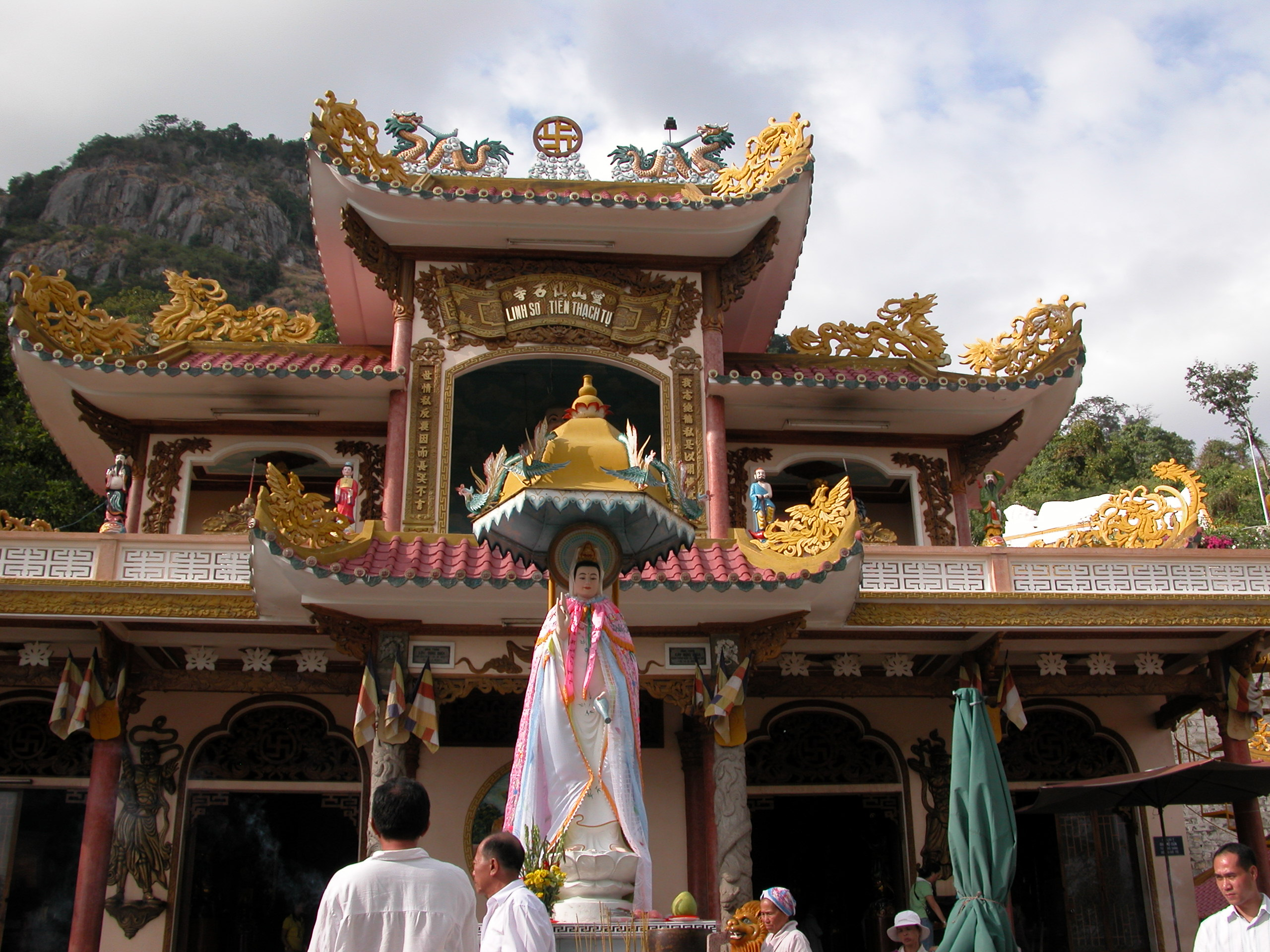
Montagne Vierge noire
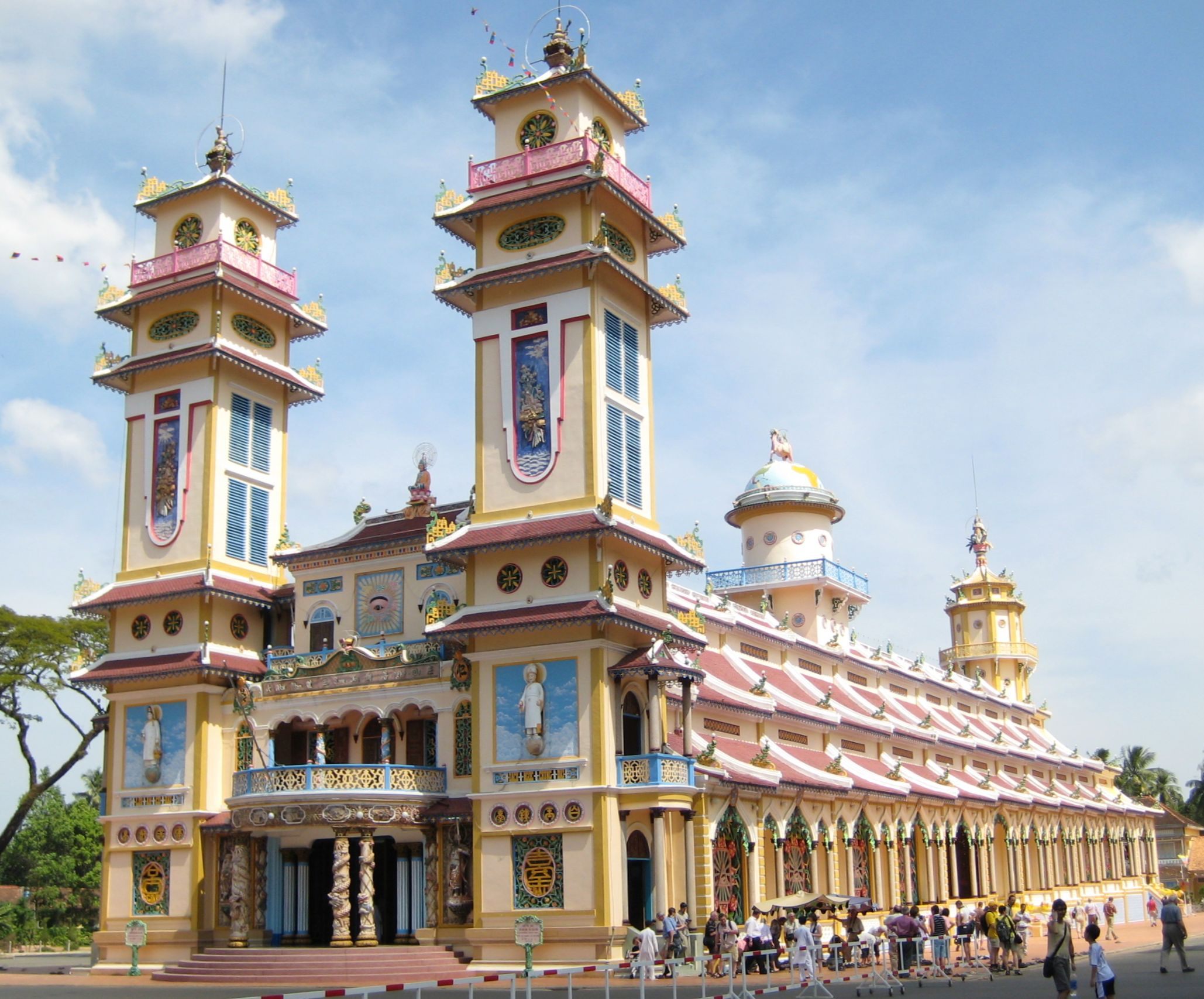
Grand Temple Cao Dai
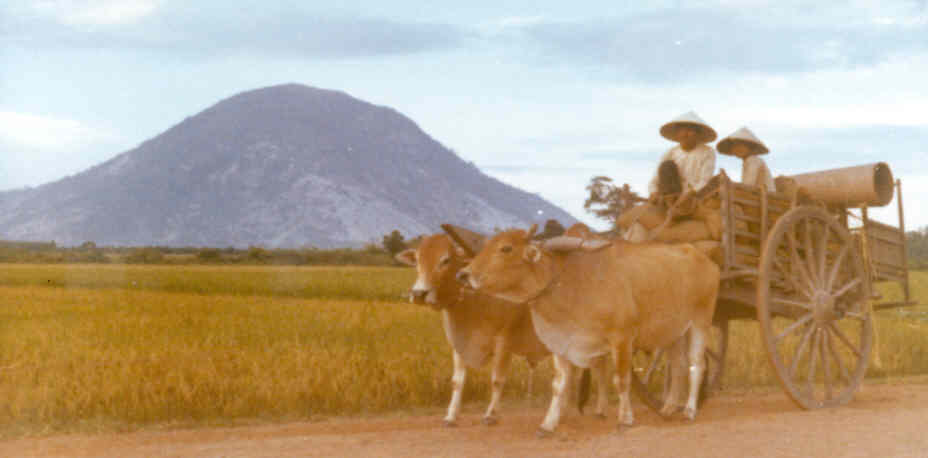
Vieille photo de Ba Den
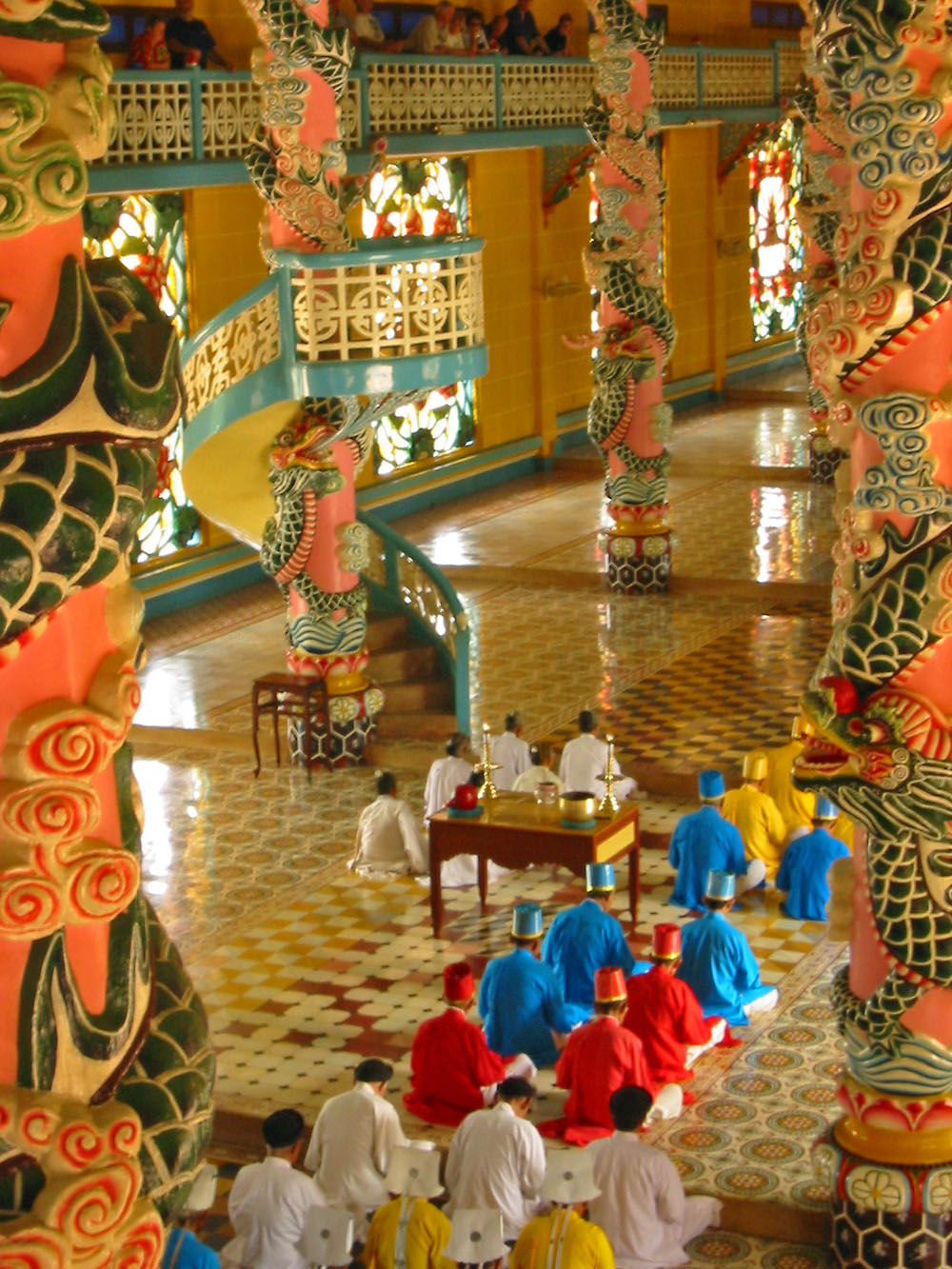
Cérémonie religieuse
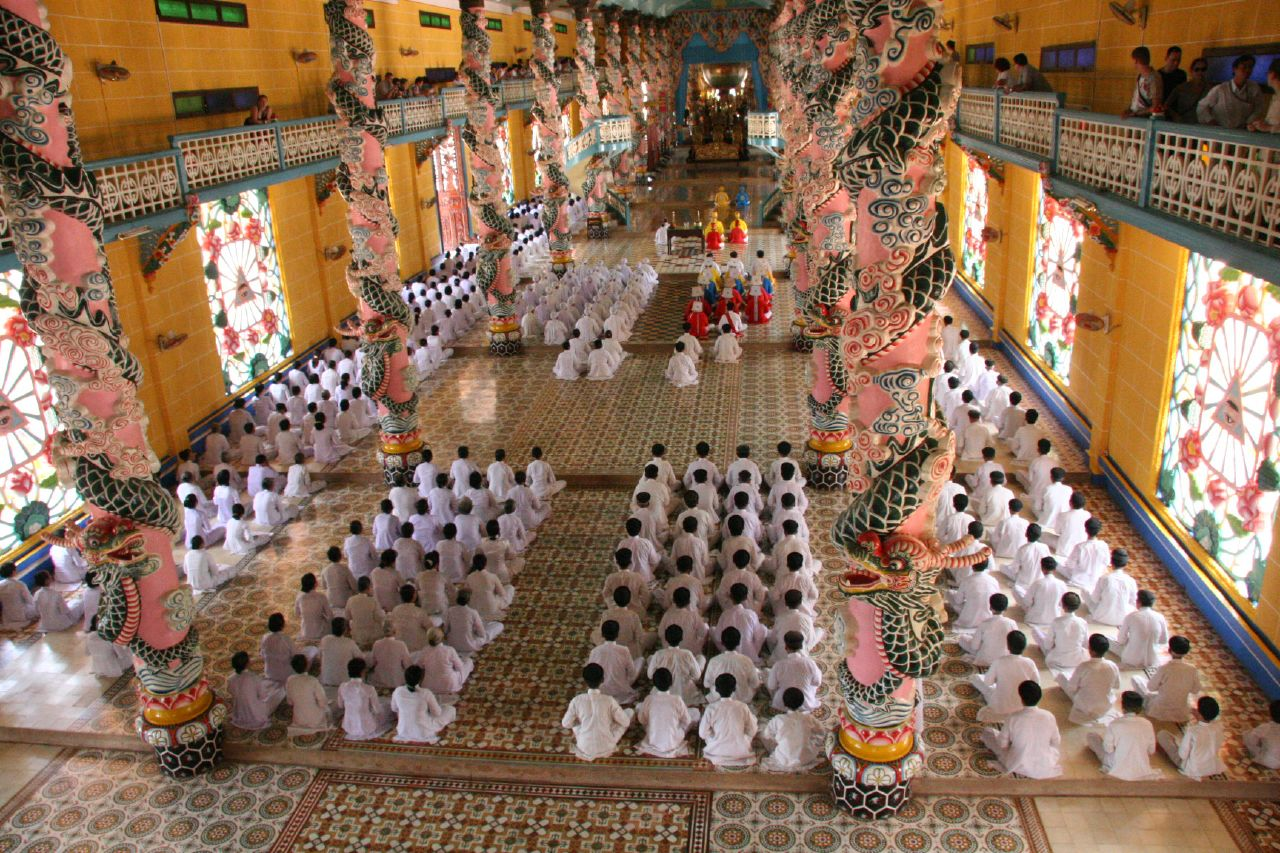
Messe au Grand Temple
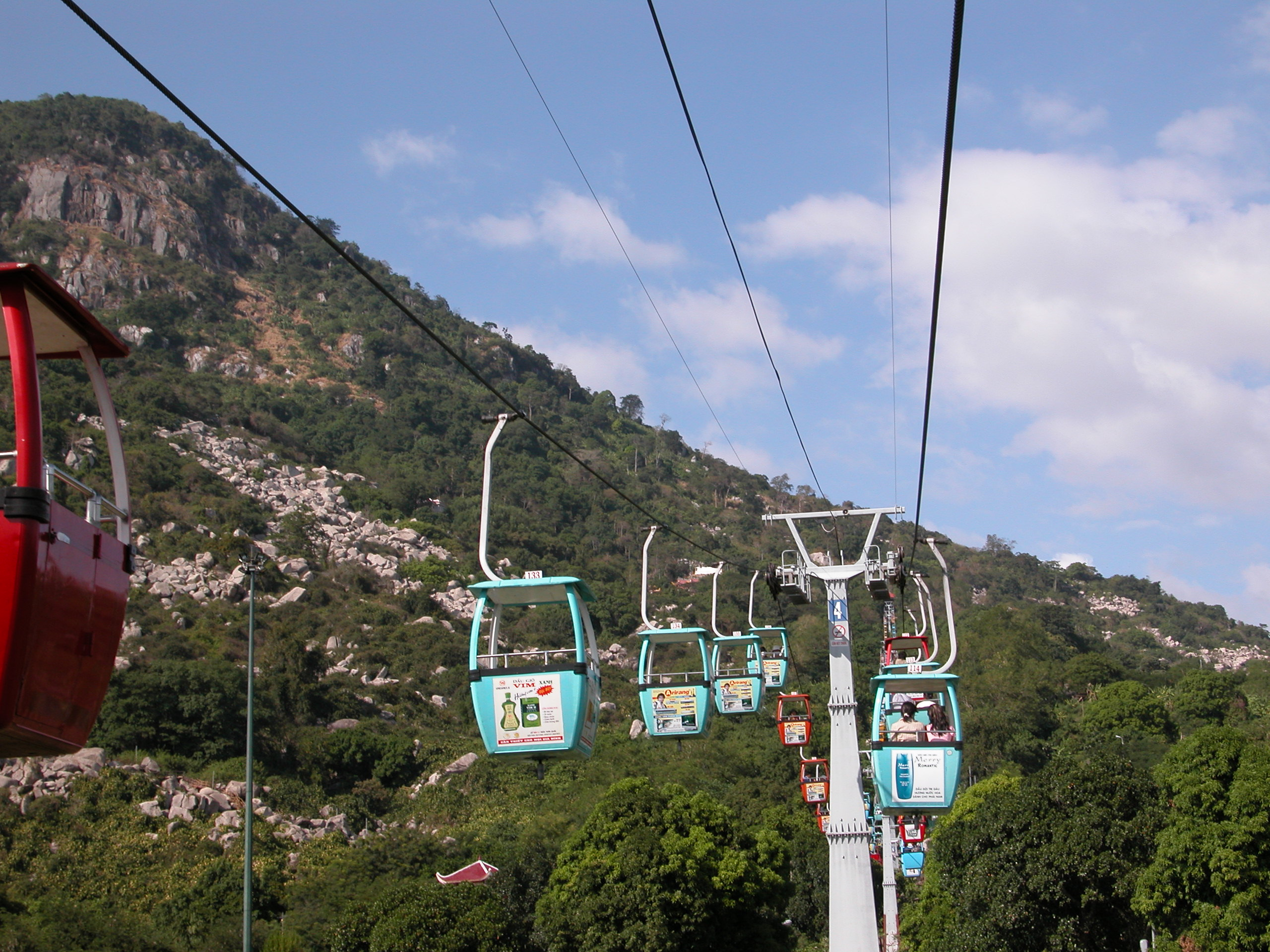
Télécabine Nui Ba Den
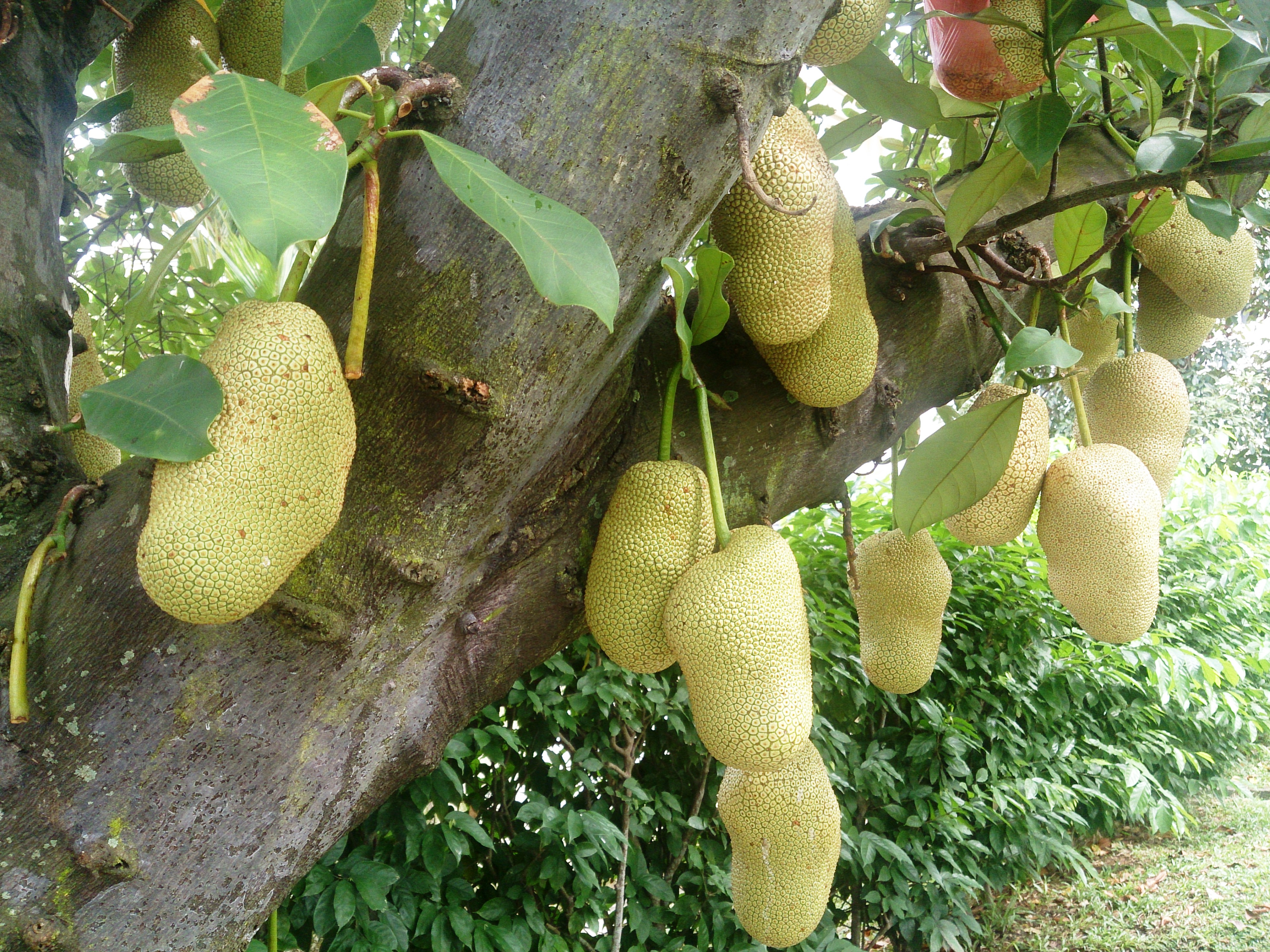
Fruits du Jacquier